# Крузейро до Сул (Акри)
Крузейру ду Сул (на португалски: Cruzeiro do Sul, в превод, Южен кръст) е град — община в западната част на бразилския щат Акри. Общината е част от икономико-статистическия микрорегион Крузейру ду Сул, мезорегион Вали ду Журуа. Населението на общината към 2010 г. е 78 444 души, а територията ѝ е 7924.943 km2. Административен център на общината е град Крузейру ду Сул.
Основният източник на приходи в Крузейру ду Сул е извличането на каучук, а на второ място се нареждат отглеждането на маниока, кафе и ориз. Градът се обслужва от Международното летище Крузейру ду Сул.

## История
Общината е кръстена в чест на съзвездието Южен кръст (Cruzeiro - кръст и Sul - южен); основана е по силата на декрет от 12 септември 1904 г., когато полковникът от бразилската войска Грегориу Тауматургу ди Азеведу установява временното седалище на общината край извора на река Моа. Официалното основаване е на 28 септември 1904, когато седалището на тогавашния департамент Алту Журуа̀ е преместено в Крузейру ду Сул. Новото място тогава се нарича „Бразилски център“ (Centro Brasileiro), собственост на Антониу Маркис ди Менезис, по-късно откупено от бразилското правителство.
На 17 ноември 1903 г. територията на щата Акри става част от Бразилия по силата на Договора от Петрополис; впоследствие е разделена на три департамента: Алту Журуа, Алту Пурус и Алту Акри, независими помежду си и пряко подчинени на Централното правителство. Департаментите се администрират от Интендант, подобно на днешните префекти (кметове), назначаван пряко от президента на републиката, така до 1920 г.

## География
Релефът на общината е предимно хълмист с амазонска растителност. Площта ѝ е 7924,94 km². Разположена е в северозападната част на щата Акри, на левия бряг на реката Журуа; отстои на 648 km от столицата на щата Риу Бранку, по междущатската магистрала BR-364.
Граничи на север с щата Амазонас, на юг с община Порту Валтер, на изток с Тарауака, на запад с Перу, Мансиу Лима и Родригис Алвис.

### Население
Населението на Крузейру ду Сул, както и на района Журуа, се формира основно от местни жители и бразилци от североизточните щати, които идват в региона на големи вълни в началото на 20 век, привлечени от бума в добива на каучук. От друга страна се наблюдава силно присъствие в района на сирийско-ливанска общност, както и имигранти от Перу.